# اوتو بليه ميديا ستوديو
اوتو بلاي ميديا ستوديو (بالإنجليزية: autoplay media studio)‏ هو برنامج حاسوب يتم تثبيته على نظام التشغيل ويندوز بمختلف إصداراته، ومصمم من أجل إنشاء عمل الاقراص التفاعلية الاوتورن. مملوك لشركة indigorose ويوجد منه العديد من النسخ، هي النسخة AutoPlay Media Studio 8.5 حيث تم إضافة وتحسين مميزات عليها كما يلي:
1. تسهيل ميزة السحب والافلات.
2. تحسين أسلوب التطوير فيها حتى انه لايجب عليك ان تكون مبرمج حتى تقوم بالعمل عليه.
3. إضافة 20 اوبجكت إلى نافذة التطوير.
4. تسهيل بيئة التطوير واستخدام الاوامر البرمجية عبر استخدام لغة البرمجة Lua من أجل ذلك.
5. توسيع ورفع كفاءة بعض الأدوات والاضافات السابقة لتعطي خيارات أكبر.
6. تطويره ليتناسب مع بيئة العمل الجديدة ونظام السحب والتحريك في ويندوز 8.

## مميزاته
برنامج سهل ورائع جدا تستطيع عن طريقه عمل اغلب الاقراص التعليمية والعروض الفنية حيث يعد واسع في المجال البرمجي والعملي وهو يحتوي على واجهة سهلة ممكن تعريبها أو تحميل التعريب بشكل منفصل هذه الواجهة السهلة الاستخدام تتيح للمستخدم عمل كل مايحتاجه لخدمة برمجيته.
بالإضافة إلى ان البرمجية الصادرة تعمل بدون أي برامج مساعدة على أي نظام ويندوز ولكن في كان احتواء برمجيتك على تطبيقات تحتاج البرامج التالية (الفلاش، الكويك تايمر، VLC، متصفح الانترنت اكسبلولر) فيجب أن تكون مثبتة في نظام المستخدم حتى يعمل بدون مشاكل.

## روابط خارجية
- موقع شراء برنامج autoplay-media-studio
- شرح البرنامج علي اليوتوب